# The Huddleston
Pour les articles homonymes, voir Huddleston.
 (août 2025).
Le Huddleston ou dirigeable Huddleston ou The Saucy Sue est une œuvre d’art réaliste fantastique, ballon dirigeable amphibie à vapeur de 2018, de l'artiste Néo-Zélandais Peter Sergel, des jardins d'Hamilton (en), d'Hamilton en Nouvelle-Zélande.

## Historique
Ce ballon dirigeable amphibie motorisé réaliste fantastique est créé par l'artiste Peter Sergel, directeur des jardins municipaux d'Hamilton. Il est inspiré des premiers prototypes de ballon dirigeable, machine à vapeur et bateau à vapeur de l'histoire de l'aérostation et de l'histoire de la machine à vapeur du XIXe siècle (tels que l'aérostat Giffard de 1852, ou encore des ballon dirigeable Daimler et bateau à moteur Daimler Marie de 1888). 
Il est amarré dans le « jardin fantastique » de la collection fantasy du parc de 54 hectares, et est utilisé par les jardiniers du parc, d'après une pancarte associée, pour entretenir les jardins, pour le transport, pour rependre des sacs de graines, ou encore pour tailler et entretenir de l'art topiaire avec de l'outillage de jardinage tels qu'un bras à sécateur,.
Ce jardin de la région de Waikato est voisin des maisons Hobbit de Matamata (Nouvelle-Zélande).